# حق دستوري
الحق الدستوري Constitutional right، يمكن أن يكون امتيازاُ أو واجباً أو شرطاً معيَّناً مُعترفاً به من قبل دولة ذات سيادة أو اتحاد من عدة دول، جميع الحقوق الدستوريَّة مكتوبة ومنصوصٌ عليها صراحةً في دستور وطني موحَّد ومُتَّفق عليه، وهذه الحقوق هي القوانين العليا في الدولة، ممَّا يعني أنَّ أي قوانين أخرى تتعارض معها تعتبر غير دستوريَّة وبالتالي فهي باطلة، يحدِّدُ الدستور عادةً بنية الحكومة الوطنية التي تحكم الدولة ووظائف هذه الحكومة وصلاحيَّاتها وحدودها والحريَّات الفردية والحقوق والواجبات التي يكفل الدستور حمايتها وإنفاذها عند الحاجة من قبل السلطات الوطنيَّة في الدولة.
في عام 1789 تمَّ إقرار دستور الولايات المتحدة الأمريكية وهو أقدم وأقصر دستور مكتوب لا يزال ساري المفعول حتى الآن، أمَّا اليوم فلدى معظم الدول دساتير مكتوبة تشتمل على حقوق دستوريَّة معيَّنة، حتى الآن تمَّ تبني نحو 220 دستور حول العالم من قبل دول مستقلِّة، وكان الرئيس الأمريكي توماس جيفرسون قد تنبَّأ في أواخر القرن الثامن عشر بأنَّ أفضل دستور لن يستمرَّ لأكثر من 20 سنة «لأنَّ العالم للأحياء وليست للموتى» إشارةً منه للظروف التي قد تتغيَّر بمرور الوقت، الأمر المُدهش وفقاً لدراساتٍ حديثة فإنَّ متوسط العمر المتوقع لأيِّ دستورٍ جديد هو تقريباً 20 سنة في عصرنا !!!، رغم أنَّ عدداً كبيراً من الدساتير لا يستمرُّ لأكثر من عشر سنوات، و10% منها لا يدوم لأكثر من سنة واحدة كما حدث مع الدستور الفرنسي الذي تمَّ إقراره عام 1971 وجرى تغييره بعد عامٍ واحدٍ فقط، يعتقد البعض أنَّ الأسباب الأكثر شيوعاً التي تقف وراء هذه التغييرات المستمرة للدساتير هي الرغبة السياسيَّة في الحصول على نتائج سريعة من جهة، وقلِّة الوقت المُتاح لعمليَّة صياغة الدستور من جهةٍ أخرى، فالوقت المُخصَّص لصياغة الدساتير في العالم اليوم هو 16 شهر وسطيَّاً بحسب دراسة أجريت عام 2009 ، وبالطبع فهناك استثناءات مثل دستور ميانمار 2008 والذي استمرَّ إعداده 17 عاماً تقريباً، وعلى العكس تماماً فقد صيغ دستور اليابان عام 1946 خلال أسبوعٍ واحدٍ فقط، أمَّا الرقم القياسي لأقصر عمليَّة إعداد دستور واعتماده والتصديق عليه فتعود لدستور رومانيا 1938 والذي أتاح قيام ملكيَّة ديكتاتوريَّة خلال أقل من شهر واحد ، تشير الدراسات في كلتا الحالتين أنَّ عمليات إعداد الدستور الطويلة جداً أو القصيرة جداً تكون عادةً غير ديمقراطيَّة، ويجب الإشارة أيضاً إلى أنَّ الحقوق الدستوريَّة ليست سمةً خاصَّة بالبلدان الديمقراطيَّة فقط، لأنَّ الدول غير الديمقراطية أيضاً لديها دساتير تحتوي على حقوق دستوريَّة، فمثلاً يمنح دستور كوريا الشماليَّة رسميَّاً كلَّ مواطنٍ كوريٍّ حريَّة التعبير من بين حقوق دستوريَّة أخرى.
بالإضافة للدساتير المكتوبة هناك العديد من الدول التي تملك قوانين خاصة تشبه في وظائفها وخصائصها الدساتير المكتوبة، مثل القوانين الموجودة في المملكة المتحدة.

## الولايات المتحدة الأمريكيَّة

### الدستور الاتحادي
تمَّ التوقيع على دستور الولايات المتحدة الأمريكيَّة خلال المؤتمر الدستوري الذي عُقد في مقر ولاية بنسلفانيا في فيلادلفيا في 17 سبتمبر عام 1787 والذي أصبح يُعرف لاحقاً بقاعة الاستقلال ، كان بنجامين فرانكلين وهو أحد الآباء المؤسِّسين للولايات المتحدة أول شخص يوقع على الدستور، وكان عمره وقتها 81 سنة واحتاج لمساعدة ليقوم بالتوقيع، أمَّا أصغر شخص من الموقِّعين فكان جوناثان دايتون من نيوجيرسي وهو يبلغ 26 عاماً فقط، وكان جيمس ماديسون وجورج واشنطن هما الموقِّعان الوحيدان اللذان أصبحا فيما بعد من رؤساء الولايات المتحدة.
ربَّما تكون أولى الحقائق الرائعة عن دستور الولايات المتحدة هي قصره، فقد احتوى على 4.400 كلمة فقط، وبالتالي فهو أقصر وأقدم دستور مكتوب في العالم، لاحقاً وفي 15 ديسمبر 1791 تمَّ ضمُّ وثيقة الحقوق التي تحوي 10 تعديلات لتصبح جزءاً من دستور الولايات المتحدة الأمريكية، ومع مرور الوقت أضيف 17 تعديل آخر للدستور، وهكذا فإنَّ الدستور الأمريكي يضمُّ 7 بنود رئيسيَّة و27 تعديلاً، ورغم هذه الإضافات فإنَّ تعديلاً واحداً فقط ألغى تعديلاً آخر، حيث ألغى التعديل 21 المصادق عليه في 5 ديسمبر عام 1933 حظرَ المشروبات الكحوليَّة الذي فرضه التعديل الثامن عشر الذي أقر في 16 يناير 1919.
في البداية كانت الأحكام التي تنصُّ على الحقوق الموجودة في وثيقة الحقوق مُلزمة للحكومة الفيدراليَّة فقط، لاحقاً وبمرور الوقت أصبحت معظم هذه الأحكام ملزمة للولايات كلِّها بعد دمجها مع الإجراءات القانونيَّة المترتِّبة عليها في التعديل الرابع عشر، وعندما يصبح الحكم مُلزماً لولاية ما لا تستطيع حكومة الولاية تقييد الحقوق التي تتضمَّنها هذه الأحكام، ومن الأمثلة على الأحكام التي أصبحت مُلزمة للولايات التعديل الثاني لدستور الولايات المتحدة والذي أصبح قابلاً للتطبيق بشكلٍ كامل من خلال دمجه مع التعديل الرابع عشر في عام 2010، وتمَّ استخدامه في القضية الشهيرة «ماكدونالدز ضد مدينة شيكاغو»، من الأمثلة الهامة الأخرى: التعديل الخامس والذي يحمي الحق في إجراءات هيئة المُحلَّفين الكبرى في القضايا الجنائيَّة الفيدرالية، ولكنَّ هذا الحق لم يتم دمجه في بند الإجراءات القانونيَّة الواجبة في التعديل الرابع عشر، ولذلك فهو غير مُلزم للولايات، وهكذا فإنَّ الأشخاص المُتورِّطين في الإجراءات الجنائيَّة للولاية بصفتهم مُتَّهمين ليس لهم الحق في إجراءات هيئة المحلفين الكبرى، لأنَّه عندما يكون للفرد الحق في هيئة محلفين كبرى فإنَّه يصبح مسألة تتعلَّق بقانون الولاية.
يبدو من السهل التنبؤ بمحتوى كل بند وكل تعديل في الدستور الأمريكي لأنَّها جميعاً تبدأ بعنوان افتتاحي يدلُّ على المحتوى، فعلى سبيل المثال يضمن التعديل الأول حريَّة الدين والتعبير والصحافة جنباً إلى جنب مع حقوق التجمُّع والتظاهر، ويضمن التعديل الثاني الحق في حمل السلاح وهلمَّ جرَّاً، ومع ذلك من أجل سهولة التمييز والتوضيح، قام فقهاء القانون بتقسيم الحقوق الدستوريَّة إلى فئتين: الحقوق الأساسيَّة والحقوق العمليَّة ، وحيث أنَّ الحقوق العمليَّة تشير إلى سلطات الحكومة والتزاماتها فيما يتعلَّق بالأفراد، في حين أنَّ الحقوق الأساسيَّة أكثر تنوُّعاً من سابقاتها وتتضمَّن الحريَّات الفرديَّة التي تمنحها وتحميها الحكومة الوطنيَّة.

### دساتير الولايات
لكلِّ ولاية من الولايات الأمريكَّية دستورها الخاص بها، وتكون دساتير الولايات عادةً أطول وأكثر تفصيلاً بكثير من دستور الولايات المتحدة الأساسي، فعلى سبيل المثال يحتوي دستور ألاباما على أكثر من 600 صفحة، ودستور نيوجيرسي الذي أُقرَّ في العام 1947 كان أطول بثلاث مرات من دستور الولايات المتحدة، وربَّما يكون السبب في هذا الاختلاف بين الدستور الاتحادي ودساتير الولايات هو ما أطلق عليه القاضي برينان «الفيدراليَّة القضائيَّة الجديدة»، ممَّا يعني أنَّ الحقوق التي تمنحها دساتير الولايات يمكن أن تكون أوسع من تلك التي يتكوَّن منها الدستور الاتحادي، ولا يمكن لدساتير الولايات أن تُقلِّل من الحماية القانونيَّة التي يمنحها الميثاق الفيدرالي، بل على العكس يمكن لها أن توفِّر حماية وحقوق إضافيَّة، أحياناً يكون نص دستور الولاية متطابقاً مع نص الدستور الفيدرالي ومع ذلك تمنح وثيقة تفسير دستور الولاية مزيداً من الحقوق للمواطنين، ويمكن أن تشمل الحقوق الدستوريَّة للولاية تلك الحقوق التي لم يتطرَّق لها الدستور الفيدرالي نهائيَّاً مثل الحق في تعليمٍ ملائم أو الحق في سكنٍ مُيسَّر.

## دول أخرى
اتَّبعت العديد من الدول الديمقراطيَّة الأخرى النموذج الأمريكي في تكريس حقوق معيَّنة في دساتيرها، من أبرز هذه الدول التي اتبعت النهج الأمريكي ألمانيا واليابان والهند، في حين أنَّ المملكة المتحدة ليس لديها حقوق قانونيَّة في دستورها ومع ذلك فقانون حقوق الإنسان البريطاني لعام 1998 يضطلع بدورٍ مماثل.
تُطبَّق الاتفاقيَّة الأوربيَّة لحقوق الإنسان في الدول الأعضاء في الاتحاد الأوربي، ويمكن لأي شخص تعرَّض لانتهاكات الحقوق التي تضمنها هذه الاتفاقيَّة على أراضي الدول الموقِّعة عليها أن يقدِّم شكوى أمام المحكمة الأوربيَّة لحقوق الإنسان، أمَّا الدول الاستبداديَّة فتوجد عادةً حقوق مكتوبة في دساتيرها ومع ذلك لا يتمُّ تطبيق هذه الحقوق واحترامها على أرض الواقع.

### حقوق الإنسان في ألمانيا
تحظى حقوق الإنسان في ألمانيا بمستوى عالٍ من الحماية والتقدير نظريَّاً وعمليَّاً، وقد صادقت ألمانيا على معظم المعاهدات الدولية لحقوق الإنسان، وأكَّدت التقارير الصادرة من منظَّمات حقوقيَّة مستقلة مثل منظمة العفو الدولية على التزام كبير من قبل ألمانيا بحقوق الإنسان، مع الإشارة لوجود تقارير عن العنف المفرط من قبل الشرطة، وحالات من سوء معاملة اللاجئين، رغم ذلك فقد حازت ألمانيا على الدرجة "1" والتي تعني «أفضل ما يمكن» من قبل معهد الحريَّة المختص بدراسة وضع الحقوق السياسية والحريات المدنية في دول العالم.
يركِّز دستور ألمانيا الذي دخل حيِّز التنفيذ في 8 مايو 1948، بشكلٍ خاص على حقوق الإنسان، فالجملة الأولى فيه «كرامة الإنسان مصونة» وهذه الفقرة ثابتة ويمنع تغييرها «خالدة»، ولهذه الحقوق الدستوريَّة تأثيرات واسعة النطاق على الممارسات القضائيَّة فعلى سبيل المثال قد تمَّ استخدامها لتبرير الحق في تقرير الخصوصيَّة المعلوماتيَّة بعد قرار المحكمة الدستوريَّة الاتحاديَّة لألمانيا، رغم ذلك وبعد التجارب التي تعرَّضت لها ألمانيا في عهد جمهوريَّة فايمر فهي تصف نفسها اليوم بأنها «دولة ديمقراطيَّة مُحصَّنة» بمعنى أنَّ حقوق الإنسان لا تُغطِّي الأعمال الموجَّهة نحو إزالة أو استهداف النظام الديمقراطي، ويضمن الدستور الألماني كذلك جميع الحقوق الواردة في الإعلان العالمي لحقوق الإنسان باستثناء حق اللجوء غير المحدود، وسمح التصديق على الاتفاقيَّة الأوربيَّة لحقوق الإنسان للمواطنين بالطعن أمام المحكمة الأوربيَّة لحقوق الإنسان.
تمَّ إقرار الخدمة العسكريَّة الإلزاميَّة للمواطنين الألمان الذكور اعتباراً من عام 1956، ويمكن أن يختار المُستنكفون عنها الخدمة المدنية، وعلى كلِّ حال سواءٌ اختار المواطن الخدمة المدنيَّة أو العسكريَّة يتمُّ تعليق العديد من حقوق الإنسان خلالها مثل حريَّة الحركة، أخيراً وفي عام 2001 أصبحت الخدمة العسكريَّة طوعيَّة وليست إجباريَّة في ألمانيا، رغم بقاء القوانين التي تسمح بالتجنيد.